# Стрелецкое сельское поселение (Белгородский район)
Стрелецкое се́льское поселе́ние — муниципальное образование в Белгородском районе Белгородской области России.
Административный центр — село Стрелецкое.

## История
Стрелецкое сельское поселение образовано 20 декабря 2004 года в соответствии с Законом Белгородской области № 159.

## Население
| 2010  | 2011  | 2012    | 2013  | 2014  | 2015  | 2016  | 2017  | 2018  |
| ----- | ----- | ------- | ----- | ----- | ----- | ----- | ----- | ----- |
| 6862  | ↗6866 | ↗6938   | ↗7137 | ↗7275 | ↗7584 | ↗8010 | ↘8001 | ↗8242 |
| 2019  | 2020  | 2021    |       |       |       |       |       |       |
| ↗8932 | ↗9523 | ↗13 792 |       |       |       |       |       |       |

## Состав сельского поселения
| № | Населённый пункт | Тип населённого пункта       | Население |
| - | ---------------- | ---------------------------- | --------- |
| 1 | Стрелецкое       | село, административный центр | ↗13 792   |